# Brian Wilson: Long Promised Road (colonna sonora)
Brian Wilson: Long Promised Road (Original Motion Picture Soundtrack) è il titolo della colonna sonora realizzata dal musicista statunitense Brian Wilson tratta dal documentario sulla sua vita Brian Wilson: Long Promised Road.
La colonna sonora contiene sia tracce inedite (Right Where I Belong scritta da Wilson e Jim James) sia nuove registrazioni di pezzi dei Beach Boys che tracce tratte da concerti dal vivo.

## Tracce
1. Right Where I Belong – 3:59
2. I'm Goin Home – 3:45
3. It's Not Easy Being Me – 4:32
4. Must Be a Miracle – 2:53
5. Slightly American Music – 3:21
6. It's O.K. – 3:30
7. Rock & Roll Has Got a Hold On Me – 2:23
8. The Night Was So Young – 3:50
9. Honeycomb – 2:08
10. Long Promised Road – 1:55
11. In My Room live from Ryman Auditorium – 4:34
12. I'm Broke – 2:25